# Табаков, Глеб Михайлович
Глеб Миха́йлович Табако́в (1912—1995) — советский инженер, один из ведущих специалистов ракетно-космической промышленности. Герой Социалистического Труда, лауреат Ленинской премии.

## Биография
Глеб Михайлович Табаков родился 9 февраля 1912 года в Москве в семье известного музыканта Михаила Иннокентьевича Табакова (1877—1956).
В 1938 году окончил Московский институт стали, затем Высшие инженерные курсы при МВТУ имени Н. Э. Баумана (факультет «Системы управления», которым руководил Б. Е. Черток). Кандидат технических наук.
В 1949—1950 годах работал главным инженером только что образованного филиала № 2 НИИ-88 (филиал преобразован в НИИ-229, впоследствии НИИХИММАШ (с 2008 года — НИЦ РКП, ведущее предприятие космической отрасли по испытаниям и отработке изделий ракетно-космической техники) недалеко от Загорска, ведущее предприятие космической отрасли по испытаниям и отработке изделий ракетно-космической техники) недалеко от Загорска. После этого работал конструктором в НИИ-88 (впоследствии ЦНИИмаш) в подмосковном Калининграде. В 1956 году Г. М. Табаков вернулся в НИИ-229 в качестве директора института.
В 1963 году он был приглашён в Министерство общего машиностроения СССР[уточнить], где занимал должность руководителя главка, затем в 1965—1981 годах — должность заместителя Министра.
Г. М. Табаков скончался 10 октября 1995 года в Москве, похоронен на Ваганьковском кладбище.

## Награды
- Г. М. Табакову было присвоено звание Героя Социалистического Труда.
- Награждён тремя орденами Ленина, орденом Октябрьской Революции, орденом Трудового Красного Знамени (в 1961 за участие в работах по запуску первого человека в космос).
- Лауреат Ленинской премии.

## Память
На доме в городе Пересвете Московской области, где он жил, установлена мемориальная доска.